# FI-PI-LI
S.G.C. FI-PI-LI (wł. Strada di grande comunicazione Firenze-Pisa-Livorno) – dwujezdniowa droga ekspresowa, wybudowana w latach 1970–2004 w centralnej części Włoch (w regionie Toskania), relacji Florencja–Piza–Livorno, o długości całkowitej 97,2 km.
Łączy trzy główne ośrodki turystyczne i przemysłowe Toskanii: Florencję, Pizę oraz Livorno, a od nazw tych miast zaczerpnięta została nazwa drogi (określa się ją również mianem Superstrada, co w języku włoskim oznacza drogę dwujezdniową).
Na całej swej długości posiada dwie jezdnie, po dwa pasy ruchu w każdym kierunku, bez pasów awaryjnych. Na 58,5 km od Florencji (na wysokości wsi Lavaiano) arteria rozdziela się na dwa odcinki:
- główny (23-kilometrowy), prowadzący do Livorno (znaczną część tego fragmentu stanowi wielokilometrowa estakada);
- 15,7-kilometrowe odgałęzienie do Pizy.

S.G.C. FI-PI-LI jest bezpłatną alternatywą dla płatnej autostrady A11, znacząco skracając odległość z Florencji do Livorno i Pizy.
Na drodze obowiązuje ograniczenie prędkości do 90 km/h (a na wielu odcinkach do 70 km/h), nie mogą się nią również poruszać: motocykle o pojemności poniżej 249 cm³, motorowery, rowery, pojazdy zaprzęgowe oraz piesi (zabroniony jest autostop).

## Historia
Koncepcja budowy superstrady pomiędzy Florencją, Pizą i Livorno narodziła się w latach 60. XX wieku, z tego okresu pochodzi również dokumentacja projektowa. Budowę jej pierwszego odcinka (Montelupo Fiorentino–Empoli) ukończono w 1970. W 1980 oddano do użytkowania fragment Ginestra Fiorentina–Montelupo Fiorentino. W połowie lat 80. XX wieku rozpoczęto prace w okolicach Florencji i Pizy, a cały odcinek pomiędzy nimi otwarto w 1990, przed rozpoczęciem piłkarskich Mistrzostw Świata we Włoszech (Florencja była bowiem jednym z miast-gospodarzy turnieju, zaś port lotniczy Piza głównym lotniskiem w regionie). W połowie lat 90. XX wieku ukończono sekcję Lavaiano–Livorno Centro, a w 2004 końcowy fragment do portu morskiego w Livorno.

## Kontrowersje
Główne wady drogi FI-PI-LI związane są z niedoszacowaniem - już na etapie projektowania - natężenia ruchu pojazdów w jej ciągu oraz zastosowaniem wyjątkowo niskich parametrów technicznych konstrukcji (przede wszystkim: brak pasów awaryjnego postoju na obydwu jezdniach, brak środkowego pasa rozdzielającego jezdnie, zbyt małą szerokość pasów ruchu i niski standard konstrukcji nawierzchni). Problemy z tym związane ujawniły się niemal natychmiast po oddaniu do użytkowania pierwszych odcinków drogi. W latach 80. odnotowano liczne i poważne wypadki w odcinku Florencja–Empoli, głównie z powodu ciągłej degeneracji nawierzchni (wyjątkowo niestabilnej i niespójnej), zwłaszcza w niesprzyjających warunkach pogodowych. Poziom bezpieczeństwa dodatkowo obniżał brak odpowiedniego podziału między jezdniami.
Błędy projektowe próbowano rozwiązać poprzez zainstalowanie żelbetowych barier drogowych typu „New Jersey”, rozdzielających obydwie jezdnie. Całkowicie wymieniono i wzmocniono również nawierzchnię drogi, a także zmieniono profil poprzeczny jezdni, by umożliwić odpływ wody deszczowej na pobocza.
Kwestią nierozwiązaną pozostaje natomiast bardzo mała szerokość pasa drogowego, co uniemożliwia budowę pasów awaryjnych, zwiększenie szerokości istniejących pasów ruchu i wydzielenie typowego środkowego pasa dzielącego. Dlatego, wraz z postępującym wzrostem rozmiarów pojazdów (przede wszystkim ciężarowych) oraz natężenia ruchu, ograniczono prędkość maksymalną do 90 km/h (a na wielu odcinkach do 70 km/h).